# Taurus Raging Bull
Raging Bull je revolver, ki ga proizvaja brazilsko orožarsko podjetje Taurus International.
Pri uporabi močnih revolverskih nabojev je Raging Bull zanesljivo orožje z veliko ustavno močjo, zaradi česar ga proizvajalec trži kot pomožno lovsko orožje. Izvedbe z najmočnejšimi naboji se uporabljajo celo kot vedno bolj priljubljeno orožje za lov na visoko divjad. Znani so celo primeri, ko je lovec z nabojem .454 Casull uplenil afriškega bivola in celo afriškega slona.
Raging Bull je zaradi svoje značilne navrtane cevi lahko prepoznavno orožje, k prepoznavnosti pa pripomore tudi značilno rdeča gumijasta obloga zadnjega in prednjega dela ročaja, ki služi kot amortizer odsuna. Tovrstni amortizerji so pri uporabi tako močnih nabojev kot sta .454 in .500 zelo uporabni in dobrodošli.

## Izvedbe
Raging Bull izdelujejo v veliko različicah, ki se razlikujejo predvsem po kalibru in dolžini cevi ter končni obdelavi.
Model 22H (Raging Hornet)kaliber .22 Hornet, 10" cev. Na voljo samo inox izvedba.
Model 30C (Raging Thirty)kaliber .30 Carbine, 10" cev. Na voljo samo inox izvedba.
Model 416kaliber .41 Magnum.
Model 444kaliber .44 Magnum, lahko strelja tudi krajše naboje .44 Special.
Model 444 Ultralitekompaktna različica v kalibru .44 Magnum, 4" cev. Na voljo samo brunirano ali titanovo ogrodje.
Model 454kaliber .454 Casull, lahko uporablja tudi šibkejši naboj .45 Colt.
Model 480kaliber .480 Ruger.
Model 500kaliber .500 Smith & Wesson Magnum.
Na voljo so izvedbe v inoxu (nerjaveče jeklo), matirano nerjaveče jeklo in brunirano jeklo. Na voljo so cevi dolžine 5, 6 in 8 inčev, pri čemer vsi finiši in vse dolžine cevi niso na voljo pri vseh modelih. Vsi modeli razen 22H, 30C in Ultralite imajo integrirane kompenzatorje odsuna (naluknjan prednji del cevi). Vsi modeli imajo tritočkovne odprte merke, zadnji pa je nastavljiv po vseh smereh.
Raging Hornet in Raging Thirty se od ostalih modelov ločita po rumenih gumijastih vložkih na zadnjem in sprednjem delu ročaja.
Večina modelov Raging Bulla se lahko opremi z optičnimi ali laserskimi namerilnimi napravami. Za ta namen je potrebno na revolver namestiti vodilo tipa Picatinny, katerega nameščanje je enostavno in se izvrši z dvema vijakoma na ogrodje revolverja.